# 龙潭寺水库
龙潭寺水库是中国安徽省六安市霍邱县境内的一座水库，位于淮河水系沣河上，建于1985年。水库正常库容为6213万立方米，集雨面积为18平方千米，海拔为57米。